# Maniny
Maniny je prostor v ohybu Vltavy v Praze na území dnešní pražské čtvrti Holešovice. Dnes je to místo zastavěné domy a ulicemi, ale ještě na začátku 20. století tu bylo postaveno velké cvičiště, které mělo značky pro 8 000 cvičenců a tribuny pro 100 000 diváků. V roce 1921 se tu konala 1. dělnická spartakiáda.
Dnes již toto místo připomíná pouze ulice Na Maninách a stejnojmenná základní sídelní jednotka ohraničená zhruba ulicemi Komunardů, U parního mlýna, Jankovcova a Jateční. Při regulaci Vltavy ve 20. letech 20. století bylo nové koryto vedeno středem Manin. Část původního území Manin byla zatopena a část ne. Ta se ocitla na pravém břehu Vltavy. 

## Dělnická spartakiáda
Po rozkolu v řadách Svazu dělnických tělocvičných jednot (SDTJ) se odštěpila řada více levicově zaměřených jednot, které založily na jaře roku 1921 Federaci dělnických tělovýchovných jednot (FDTJ). Ta se rozhodla zviditelnit a 7. června 1921 si pronajala na Maninách od města pozemky kvůli záměru zde uspořádat svoji spartakiádu, obdobu všesokolského sletu Sokola, který proběhl právě před rokem (VII. všesokolský slet v červnu a červenci 1920 na letenské plání).
Během necelého měsíce na (dnes již Vltavou zatopené) louce mezi Holešovicemi a Libní FDTJ podporovaná 16.5. 1921 založenou KSČ si svépomocí vybudovala stadion, schopný pojmout 100 000 diváků na dřevěných tribunách a plochu schopnou pojmout naráz 7360 cvičenců. I. dělnická spartakiáda zde proběhla formou řady cvičení různých věkových kategorií od 19. do 29. června 1921. Při hlavním spartakiádním dni 26. června zde bylo zhruba 100 000 diváků a asi 24 000 cvičenců. Tisk té doby uváděl i jiné údaje, větší i menší počty. Spartakiáda byla později označována jako Maninská spartakiáda. 
V době Pražského jara 1968, kdy bylo vážně předpokládáno, že Praha bude kandidovat na pořádání Olympijských her v roce 1980, byl vypracován návrh projektu výstavby nového Olympijského národního stadionu právě v těchto místech.

## Etymologie
Původní význam slova „manina“ je „neschůdné místo“. Podle jiného vysvětlení pochází název Maniny z doby před regulací Vltavy, kdy zde v nánosech písku vznikala náhodně - maně - proměnlivá říční ramena.